# 白楊瀑布
24°10′27.35″N 121°28′27.90″E / 24.1742639°N 121.4744167°E
白楊瀑布，太魯閣族人稱之為達歐拉斯瀑布，為「斷崖瀑布」之意，位於台灣花蓮縣秀林鄉，為太魯閣國家公園著名的瀑布景觀。

## 簡介
白楊瀑布位於立霧溪支流三棧溪匯流處上游約400公尺的崖壁上。由於三棧溪與立霧溪之間流量不同，三棧溪侵蝕速率不及於立霧溪，產生差異侵蝕，加上通過三棧溪下游的斷層陷落所形成。又因接近谷園，一度被稱之為谷園瀑布，後因谷園位居陶塞溪畔，最後定名為白楊瀑布。白楊瀑布分成上、下兩層，上下層瀑布間有一瀑潭，瀑潭缺口緊接著下層瀑布，瀑布底形成深潭，落差逾200公尺。白楊瀑布以降，至立霧溪匯流處，尚有兩道瀑布。於步道遠眺，可見白楊瀑布及匯流處旁的那道瀑布，故也有「白楊雙瀑」之稱。
太魯閣國家公園管理處沿瓦黑爾溪及塔次基里溪建有白楊步道，供遊客前往觀景台眺望白楊瀑布。礙於安全，步道並未鋪設到瀑布下方，受限於觀景台與瀑布之間的位置以及周邊林蔭干擾，使遊客視野無法將上、下兩層瀑布完全收入眼裡，僅能見到瀑布約三分之二景觀。2009年，白楊步道受颱風導致入口上方土石大崩塌，改由2013年新闢一座隧道進出。目前白楊步道僅通至第一水濂洞，往後的千絲瀑布（新白楊瀑布）、第二水濂洞（新白楊水簾洞）、小九曲（塔次基里溪溪脊）仍封閉無法前往。

## 交通資訊
- 自行開車：沿台9線至新城太魯閣大橋南端路口轉台8線中橫公路後直行，往天祥方向行駛，白楊步道入口在台8線168.6公里處，附近設有停車場[1]。
- 大眾運輸：搭乘台鐵至花蓮車站，於花蓮轉運站轉乘統聯客運1133線【花蓮-天祥】、1141線【花蓮-梨山】至天祥站下車。向西行走約900公尺即可到抵達步道入口。白楊步道長約2.1公里，為開放性步道，步道路面平整且坡度和緩，適合一般大眾前往[14]。

## 外部連結
- 白楊步道  交通部觀光局 （页面存档备份，存于）
- 白楊步道－太魯閣國家公園 （页面存档备份，存于）
- 公路步道開放－太魯閣國家公園 （页面存档备份，存于）
- 太魯閣 ◈ 推薦景點(二) 白楊山莊 （页面存档备份，存于）
- 花蓮觀光資訊網 - 白楊步道 別有洞天 （页面存档备份，存于）